# Хайро Акіно
Хайро Хосе Акіно (англ. Jairo Jose Aquino; нар. 18 липня 1990, Болдвін-Парк, Каліфорнія, США) — американський футболіст, півзахисник.

## Життєпис

### Молдова
На початку 2016 року перейшов до «Академії» (Кишинів) з Національного Дивізіону Молдови, після чого заявиви що радий опинитися в клубі та радий цій можливості.

### Румунія
Наприкінці 2016 року разом зі співвітчизником Еріберто Понсе-молодшим стали єдиними легіонерами в клубі румунської Ліги 3 «Нова Мамма Міа», де уродженець Болдвін-Парку взяв футболку з 16-м номером. Трансфер організував американський агент Джордж Санджорзан, який повірив у їхні здібності. На рівні третього дивізіону хавбек стверджував, що це були фізичні та важкі підбори .

## Особисте життя
Закінчив Маунтін-коледж у Сан-Антоніо. Навчається за спеціалізацією «Кінезіологія» в Каліфорнійському університеті. Син Мауро Акіно, має також сальвадорське громадянство.